# チャットモンチー レストラン デザート
『チャットモンチー レストラン デザート』は、チャットモンチーのDVD作品第四弾。初回仕様は、スリーブケース＋ピクチャーレーベル。

## 概要
『チャットモンチー レストラン』シリーズを締めくくるDVD第四弾は、2006年に行われた「新宿で半熟Vol.1」、2009年に行われた「新宿で半熟Vol.2」、2007年に行われた「チャットモンチーは花よりAX」から初映像化を含むライブ映像、全篇ロケを敢行したメンバー発案の1人1企画、チャットモンチー07/08ライブ 「生命力みなぎりTOUR」 未公開オフショットを収録した編集盤。
また、1人1企画には副音声でメンバーによるコメンタリーを収録。

## 収録曲
<Live>
曲名の後に※が付いているものは初映像化。
“新宿で半熟Vol.1” 2006.04.01 at 新宿LOFT
1. ハナノユメ
2. 夕日哀愁風車 (※)
3. 決まらないTURN (※)
4. 湯気

“新宿で半熟Vol.2” 2009.04.01 at 新宿LOFT
1. ハナノユメ
2. 8 cmのピンヒール (※)
3. やさしさ (※)

“チャットモンチーは花よりAX” 2007.04.12 at SHIBUYA-AX
1. 湯気
2. 手の中の残り日
3. Y氏の夕方
4. 惚たる蛍

<1人1企画>
- 橋本絵莉子篇 － 変名で路上弾き語りLive＠代々木公園
- 福岡晃子篇 － 変装してツアー会場で物販アルバイト＠新潟県民会館 & Zepp Tokyo
- 高橋久美子篇 － 織田信長の鎧を着て城巡り＠犬山城

<オフショット>
- “チャットモンチー07/08ライブ 「生命力みなぎりTOUR」” 未公開オフショット